# Sofroniusz I (patriarcha Aleksandrii)
Sofroniusz I – chalcedoński patriarcha Aleksandrii w latach 841–860. Za jego panowania wybuchły prześladowania chrześcijan w Egipcie przez kalifa Jafara Al Mutawakkila.